# Jonathon Milne
Jonathon Milne (nascido em 25 de janeiro de 1986) é um arqueiro paralímpico, campeão nacional paralímpico, em 2015. Defendeu as cores da Austrália disputando os Jogos Paralímpicos do Rio de Janeiro, em 2016, onde conquistou a medalha de bronze.